# Griszyno (obwód włodzimierski)
Griszyno (ros. Гришино) – wieś (sieło) w Rosji, w obwodzie włodzimierskim, w rejonie gorochowieckim. W 2010 liczyła 263 mieszkańców.

## Urodzeni
- Michaił Batarow – radziecki wojskowy.